# Roberto Ribeiro
Roberto Ribeiro, nom de scène de Dermeval Maciel Miranda, né le 20 juillet 1940 à Campos dos Goytacazes et mort le 8 janvier 1996 à Rio de Janeiro, est un chanteur et compositeur brésilien.

## Biographie
Dermeval Maciel Miranda, né le 20 juillet 1940 à Campos dans l'État de Rio de Janeiro, est le fils d'Antônio Ribeiro de Miranda et de Júlia Maciel Miranda.
Enfant, à Campos, il chante dans les bars et les fêtes d'amis. À l'âge de vingt-cinq ans, en 1965, il décide de venir à Rio pour tenter sa chance comme footballeur. À partir de 1974, il devient le chanteur de samba officiel d'Império, en même temps qu'il commence à se faire un nom en tant que chanteur à succès, devenant l'un des interprètes de samba les plus populaires du pays. Il est également le compositeur de plusieurs succès et, à Império, il est l'auteur du samba-enredo de 1977, Brasil, berço dos imigrantes, en partenariat avec Jorge Lucas, et remporte un autre samba-enredo en 1979, aux côtés de Jorge Lucas et Edson Paiva, avec Municipal maravilhoso, setenta anos de glórias.
Renversé par une voiture dans l'ouest de Rio de Janeiro, il meurt le 8 janvier 1996.